# Walking with the Enemy
Pour plus de détails, voir Fiche technique et Distribution.
Walking with the Enemy est un film américain réalisé par Mark Schmidt sorti en 2014. Le film est basé sur une histoire vraie de Tibor Rosenbaum (en).
L'intrigue se base à Budapest et dans des villages avoisinants à la fin de l'occupation de la Hongrie par la Wehrmacht lors de la Seconde Guerre mondiale. L'histoire tout autour d'un jeune Juif hongrois, Elek Cohen (joué par Jonas Armstrong), qui se fait passer pour un officier de la Schutzstaffel (SS) pour savoir ce qu'il est advenu de ces amis pendant la Shoah.

## Fiche technique
- Titre : Walking with the Enemy
- Réalisation : Mark Schmidt
- Scénario : Kenny Golde
- Montage : Richard Nord (en)
- Musique : Tim Williams
- Production : Mark Schmidt, Randy Williams, Christopher Williams, D. Scott Trawick, Brian Schmidt
- Sociétés de production : Liberty Studios, Inc.
- Société de distribution : Liberty Studios, Inc.
- Pays de production :  États-Unis
- Genre : Action, drame, romance, historique et guerre
- Durée : 123 minutes
- Date de sortie :
  - États-Unis : 25 avril 2014

## Distribution
- Jonas Armstrong : Elek Cohen
- Ben Kingsley : le régent Miklós Horthy
- Hannah Tointon (en) : Hannah Schoen
- Simon Kunz : József Greenberg
- Simon Dutton : Miklós Schoen
- Burn Gorman : le SS-Obersturmbannführer Otto Skorzeny
- Shane Taylor : Miklós Horthy junior
- William Hope : le vice-consul suisse Carl Lutz
- Flora Spencer-Longhurst (en) : Rachel Schoen
- Simon Hepworth : Ferenc Szálasi
- Andrew Brooke : le capitaine Varga
- Charles De'Ath (en) : le lieutenant Krieger
- Mark Wells : Ferenc Jacobson
- Charles Hubbell : le SS-Obersturmbannführer Adolf Eichmann
- Mark Wingett (en) : Sorenzi
- Patrick Toomey : Wisliceny
- Robert Jezek (en) : János Balacz
- Richard Albrecht (en) : Rabbi Cohen
- David Leon : Lajos
- Jade Moulla : Sofi Cohen